# تيري سبيد
تيري سبيد (بالإنجليزية: Terry Speed)‏ هو معلوماني حيوي ‏ أسترالي، ولد في 14 مارس 1943.